# Charles Jennens

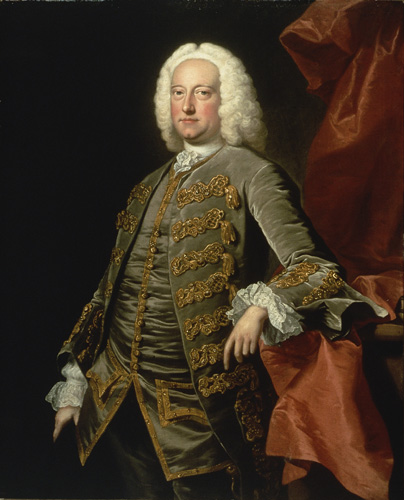
Charles Jennens, gemalt von Thomas Hudson ca. 1745

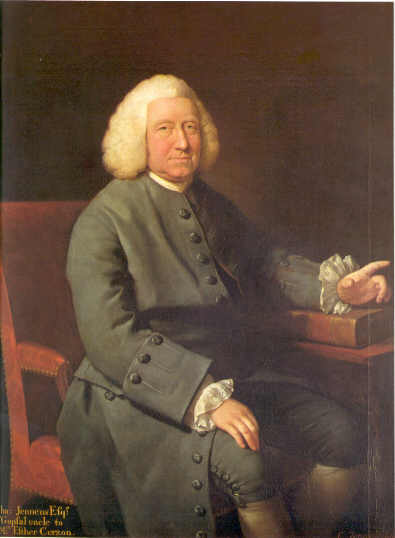
Charles Jennens, Porträt von Mason Chamberlin dem Älteren

Charles Jennens (* 1700 oder 1701 wahrscheinlich in Gopsall, Leicestershire; † 20. November 1773 ebenda) war ein englischer Grundbesitzer, Mäzen und Librettist.

## Leben
Sein Großvater betrieb mehrere große Eisenmanufakturen und beforstete Wäldereien, die seine Schmelzen mit Brennholz versorgten. Charles Jennens wuchs auf Gopsall Hall auf, das er zeit seines Lebens als Hauptwohnsitz wahrte. Dort blieb aber bis 1747 nicht er, sondern sein Vater der Hausherr, worunter er gelegentlich litt, wie aus seiner Briefkorrespondenz hervorgeht.
Er blieb unverheiratet und galt als melancholisch und extravagant. Als Non-Juror konnte er kein öffentliches Amt bekleiden und wurde zum Kunstförderer und Musikliebhaber. Georg Friedrich Händels Kompositionen entsprachen seinem Geschmack, und beide wurden enge Freunde. Händel besuchte ihn oft in Gopsall und entwarf 1749 für ihn eine Hausorgel. Jennens bestellte beim Maler Thomas Hudson ein Porträt Händels.

## Werk
Jennens wurde bekannt durch seine Zusammenstellung der Texte für Händels Oratorien Saul (1738), L’Allegro, il Penseroso ed il Moderato (1740), Messiah (1741) und Belshazzar (1744). Nicht gesichert ist seine Urheberschaft des Textes von Israel in Egypt (1738).